# Solpugema erythronotoides
Solpugema erythronotoides är en spindeldjursart som först beskrevs av Hewitt 1919.  Solpugema erythronotoides ingår i släktet Solpugema och familjen Solpugidae. Inga underarter finns listade i Catalogue of Life.